# Два концерта. Акустика
Два концерта. Акустика — концертный альбом Юрия Шевчука, вышедший в 2001 году. Состоит из записей двух сольных концертов Шевчука, данных 17 и 21 ноября 1997 года в Москве и Санкт-Петербурге.

## Об альбоме
Фактически это так называемый «Unplugged» Юрия Шевчука. В начале и середине 1990-х годов, после выхода записей Пола Маккартни и Эрика Клэптона, к акустике обратились «Ва-Банкъ», «Машина времени», «Воскресение», «Алиса», «Чайф», «Наутилус Помпилиус», Анатолий Крупнов.
Во вступлении проигрывается ремикс Константина Шумайлова на песню «Фонограмщик». Перед «Пацанами» звучат стихи «Если был ты, старик, на неправой войне...» — это отрывок из песни «Ветры» с альбома Пластун. В конце трека «Париж» Шевчук и Курылёв играют мелодию известной французской песни «Sous le ciel de Paris» («Под небом Парижа»), написанной в 1951 году для одноименного фильма Юбером Жиро на стихи Жана Дрежака. Её исполняли Жюльетт Греко, Эдит Пиаф, Мирей Матьё, Ив Монтан и многие другие. «Париж» Шевчук написал, когда был во французской столице.
В оформлении альбома имеется ошибка в дате 1998 года, так как выступления состоялись в канун подготовки программы Мир номер ноль.
Существует также видеоверсия альбома, изданная на DVD Moroz Records в 2004 году в рамках видеоколлекции ДДТ. Однако некоторые песни («Свобода», «Не стреляй») были вырезаны. Расширенную версию показывал канал «ТВС».
На диске 2 трек «Вологда» назван неверно. На самом деле, это стих «Евреи в Третьем рейхе каменном...». На концерте Шевчук читал «Уткнулась Вологда в обрыв...», но в CD-издание этот стих не вошёл, есть только на DVD. Из компакт-диска также убрано стихотворение «Мне обычно ночами не спится...».

## Список композиций
| 1. «Вступление» — 1:16 2. «Стих» — 0:33 3. «Роль» — 5:23 4. «Россия» — 3:31 5. «Я выбираю лес» — 1:06 6. «Метель» — 4:50 7. «Осень, мёртвые дожди» — 2:17 8. «Дождь» — 2:51 9. «Стих» — 0:30 10. «Пацаны» — 2:16 11. «Мёртвый город. Рождество» — 4:27 12. «Просвистела» — 3:33 13. «Смерть поэта» — 1:43 14. «Конец света» — 2:48 15. «Я завтра брошу пить» — 3:00 16. «Монолог в ванной» — 2:52 | 1. «Вологда» — 1:56 2. «Правда на правду» — 7:23 3. «Свобода» — 5:08 4. «Чёрный пёс Петербург» — 5:02 5. «Париж» — 3:54 6. «В последнюю осень» — 4:31 7. «Что такое осень» — 5:15 8. «Родина» — 5:18 9. «Прекрасная любовь» — 5:09 10. «Ленинград» — 5:19 |

## Участники записи
| ГЦКЗ «Россия», Москва: - Юрий Шевчук — вокал, гитара - Вадим Курылёв — гитара БКЗ «Октябрьский», Санкт-Петербург: - Юрий Шевчук — вокал, гитара - Вадим Курылёв — бэк-вокал, гитара - Михаил Чернов — саксофон - Никита Зайцев — скрипка | - Сорокин И. — звукорежиссёр - Гусаков Д. — мастер-дизайн - Руденко Г. — ремастеринг - Мнацаканов А. — издатель |